# Carl (Familienname)
Carl ist ein deutscher Familienname.

## Herkunft und Bedeutung
Carl wurde vom althochdeutschen „karal“ abgeleitet und bedeutet Mann, Ehemann. Auch der Freie, der Tüchtige. Der Nachname ist eine Ableitung des Vornamens Karl. Für Varianten siehe ebenda.

## Namensträger
- Adolf Carl (1814–1845), deutscher Maler
- Anne Marie Carl-Nielsen (1863–1945), dänische Bildhauerin
- August Carl (1800–1831), deutscher Jurist und Politiker
- Axel Carl (1960–2023), deutscher Physiker
- Beauleen Carl-Worswick (* 1962), mikronesische Juristin
- Carl Carl (Schauspieler) (1787–1854), österreichischer Schauspieler
- Carl Carl (Komponist) (1830–1898), deutscher Komponist und Musiker
- Dorothea Carl (* 1962), deutsche Regisseurin
- Eberhard Carl (* 1965), deutscher Fußballspieler
- Erich Carl (* 1949), deutscher Autor und Verleger
- Ernst Ludwig Carl (1682–1742), deutscher Politiker
- Fritz Schmitt-Carl (1904–1969), deutscher Verleger, Literaturkritiker und Verbandsfunktionär
- Georg Carl (1870–1920), deutscher Schauspieler
- Georg Wilhelm Carl (1770–1826), deutscher Jurist und Politiker, Bürgermeister von Hanau
- Hanns Carl (Johann Carl; 1587–1665), deutscher Ingenieur, Architekt und Baumeister
- Hans Carl (1899–nach 1957), deutscher Fußballspieler und -trainer
- Heinrich Conrad Carl (1795–1867), deutscher Unternehmer und Politiker
- Helfried Carl (* 1969), österreichischer Diplomat
- Henriette Carl (1805–1890), deutsche Sängerin
- Hildegund Fischle-Carl (1920–2013), deutsche Psychoanalytikerin und Publizistin
- Horst Carl (* 1959), deutscher Historiker
- Jerry Carl (* 1958), US-amerikanischer Politiker
- Johann Baptist Peter von Carl (1761–1847), deutscher Politiker, Bürgermeister von Augsburg
- Johann Samuel Carl (1676–1757), deutscher Mediziner
- Johannes Carl (1806–1887), deutscher Theologe
- Jolina Carl (* 1970), deutsche Sängerin
- Joseph Anton Carl (1725–1799), deutscher Chemiker
- Karl-Heinz Carl (1927–2012), deutscher Staatssekretär
- Kaspar de Carl ab Hohenbalken (1781–1859), Schweizer Geistlicher, Bischof von Chur
- Katharine Carl (1865–1938), US-amerikanische Malerin
- Konrad Carl (* 1930), deutscher Gewerkschafter
- Matthäus Carl († 1609), deutscher Goldschmied
- Mike Carl, deutscher Fernsehmoderator
- Patrick Carl (1791–1810), deutscher Politiker, Bürgermeister von Kassel
- Peter Carl (Baumeister) (1541–1617), deutscher Baumeister
- Peter Carl (Croupier) (Pedro; * um 1955), deutscher Croupier, siehe KGB-Hack #Geschichte
- Philipp Carl (1837–1891), deutscher Astronom
- Reinhold Carl (1864–1929), deutscher Maler und Bildhauer
- Robert Carl (Komponist, 1902) (1902–1987), deutscher Komponist und Dirigent
- Robert Carl (Komponist, 1954) (* 1954), US-amerikanischer Komponist
- Rudolf Carl (1899–1987), österreichischer Schauspieler und Komiker
- Rüdiger Carl (* 1944), deutscher Jazzmusiker
- Siegfried Carl, Pseudonym von Rüdiger Krüger (* 1951), deutscher Literat
- Steve Carl, US-amerikanischer Rockabillymusiker
- Verena Carl (* 1969), deutsche Schriftstellerin
- Victoria Carl (* 1995), deutsche Skilangläuferin
- Wilhelm Carl-Mardorf (1890–1970), deutscher Lehrer, Heimatdichter und Naturfotograf
- William C. Carl (1865–1936), US-amerikanischer Organist und Musikpädagoge
- Wolfgang Carl (* 1941), deutscher Philosoph und Hochschullehrer